# Cheick Fantamady Diarra
Cheick Fantamady Diarra (ur. 11 lutego 1992 w Bamako) – piłkarz malijski grający na pozycji prawego napastnika.  Od 2016 jest zawodnikiem francuskiego Tours FC.

## Kariera klubowa
Diarra pochodzi z Mali. Piłkarską karierę rozpoczął w zespole Stade Malien. 6 lipca 2011 roku podpisał 3–letni kontrakt z francuskim klubem szczebla CFA 2, Stade Rennais FC B. Jako zawodnik rezerw, zagrał swój pierwszy mecz z klubem zawodowym, Stade Rennais FC, 15 grudnia 2011 roku w Lidze Europy przeciwko Atletico Madryt.  
Diarra, został najlepszym strzelcem w drużynie rezerw,  Stade Rennais FC B z 17 golami w 20 meczach. 
29 stycznia 2012 zadebiutował w drużynie zawodowej Stade Rennais FC na szczeblu Ligue 1.  W lipcu 2012 roku przedłużył kontrakt o dwa lata. Strzelił swoją pierwszą bramkę w Ligue 1, 22 grudnia 2012 przeciwko AC Ajaccio.
W sezonie 2014/2015 Diarra był wypożyczony do AJ Auxerre. W 2016 roku grał najpierw w Paris FC, a następnie został piłkarzem Tours FC.
| Sezon   | Klub               | Kraj    | Rozgrywki | Mecze | Bramki | Rozgrywki Europy | Mecze | Bramki |
| ------- | ------------------ | ------- | --------- | ----- | ------ | ---------------- | ----- | ------ |
| 2011/12 | Stade Rennais FC B | Francja | CFA 2     | 20    | 17     | -                | -     | -      |
| 2011/12 | Stade Rennais FC   | Francja | Ligue 1   | 1     | 0      | Liga Europy UEFA | 1     | 0      |
| 2012/13 | Stade Rennais FC   | Francja | Ligue 1   | 17    | 1      | -                | -     | -      |
| 2013/14 | Stade Rennais FC   | Francja | Ligue 1   | 1     | 0      | -                | -     | -      |
| 2013/14 | FC Istres (wyp)    | Francja | Ligue 2   | 28    | 9      | -                | -     | -      |
| 2014/15 | AJ Auxerre         | Francja | Ligue 2   | 35    | 5      | -                | -     | -      |
| 2015/16 | AJ Auxerre         | Francja | Ligue 2   | 17    | 4      | -                | -     | -      |
| 2015/16 | Paris FC           | Francja | Ligue 2   | 13    | 2      | -                | -     | -      |

Stan na: koniec sezonu 2015/2016

## Sukcesy

### Reprezentacyjne
- Mali
  - 3. miejsce Puchar Narodów Afryki 2012: 2012